# Ottavio Faletti di Barolo
Pour les personnes ayant le même patronyme, voir Faletti et Barolo.
Ottavio Faletti, marquis di Barolo, (francisé en Octave Alexandre Charles Falette de Barol), (né à Turin le 24 juillet 1753, mort dans la même ville le 30 janvier 1828), comte de l'Empire, est un homme politique italien, français sous l'Empire.

## Biographie
Ottavio Faletti di Barolo naît le 24 juillet 1753 à Turin. Ses premières études achevées, il embrassa la carrière des armes.
Plus tard s'étant marié et jouissant de toutes les faveurs de la fortune, le marquis di Barolo se livra entièrement à la culture des lettres. Le premier essai de son talent fut L'Éloge de l'historien Saint-Réal.
En 1779, les affaires politiques de son pays lui firent suspendre, pour quelque temps, ses études paisibles, et il reprit le service pour s'opposer à l'invasion des Français. Mais, lorsque le Piémont fut tombé sous la domination de l'étranger, le marquis «le Barolo chercha de nouveau la paix au milieu de ses livres et de ses études. Agrégé à l'Académie royale des sciences de Turin, il y lut plusieurs mémoires sur différents sujets de philosophie morale, de critique littéraire et de métaphysique, qui furent ensuite publiés dans les Actes de l'Académie ou séparément. Il se fit remarquer par quelques Épitres qu'il publia sur ou plutôt contre les écrits posthumes d'Alfieri, et qui obtinrent l'approbation de quelques personnes, et subirent la critique d'un plus grand nombre. « Car, Alfieri étant regardé par les Italiens comme appartenant au petit nombre de leurs auteurs favoris qui, après Dante et Machiavel, ont le plus contribué au développement intellectuel de leur nation, ils ne souffrent pas avec patience qu'il soit attaqué injustement. »
Le marquis de Barolo voyagea avec son fils unique en Allemagne, en Hollande, dans la Suisse et en France.
Quoiqu'il ait toujours montré de l'antipathie pour les nouvelles réformes et pour la domination des Français, il ne refusa pas les dignités dont il fut décoré à Paris par Napoléon Ier : il est fait membre de la Légion d'honneur le 5 juillet 1804 (16 messidor an XII), nommé au Sénat conservateur le 20 mai 1806 et promu officier de la Légion d'honneur le 28 décembre 1807. Il est fait Comte de l'Empire le 2 juillet 1808. Le comte Falette de Barol était également chambellan de l'Empereur.
Mais, dès que son ancien maître reprit son trône, en 1814, il reprit aussi son ancien rôle dans sa Cour. 
On a de lui divers Aperçus philosophiques, écrits en français, sur des matières métaphysiques. Il a publié aussi le Voyage de Théodore Callimachi en Italie, dans lequel il trace un tableau de l'Italie vers la fin du XVe siècle, et le commencement du siècle suivant : il y fait souvent preuve d'esprit. Ce roman peut être rangé dans le genre historique, puisqu'on y décrit plutôt les mœurs et les usages du temps que les événements publics. 
Il est le père de Carlo Tancredi Falletti Di Barolo (1782-1838), dernier marquis di Barolo, qui devient maire de Turin, créateur d'écoles, bienfaiteur et philanthrope, fondateur des Sœurs de Sainte-Anne de Turin, reconnu vénérable catholique, et qui a épousé en 1807 Juliette Colbert (1786-1864), elle aussi fondatrice d'œuvres et reconnue vénérable.
Il meurt à Turin le 30 janvier 1828.

## Armoiries
| Figure | Blasonnement |
|        | Armes du comte Falette de Barol et de l'Empire (lettres patentes du 2 juillet 1808, Bayonne) ; Écartelé : au premier des comtes-sénateurs ; au deuxième d'or chevronné de trois pièces de gueules accompagnées en chef de deux quintefeuilles de gueules et en pointe d'une quintefeuille de même ; au troisième contre-écartelé : au premier d'argent à huit feuilles de vigne, trois, trois, deux, de sinople ; au deuxième et troisième coupé de gueules et d'azur, au quatrième de gueules ; à la colonne d'argent à base & chapiteau de même ; au quatrième d'argent au lion rampant et contourné de gueules sur le tout d'azur, à la bande échiquettée d'or et de gueules de trois traits. - Livrées : les couleurs de l'écu. |

## Sources
: document utilisé comme source pour la rédaction de cet article.
- « Faletti de Barol (Octave-Alexandre-Charles, comte de) », dans Adolphe Robert et Gaston Cougny, Dictionnaire des parlementaires français, Edgar Bourloton, 1889-1891 [détail de l’édition]
- Revue encyclopédique, ou Analyse raisonnée, vol. 39, Bureau Central de la Revue Encyclopédique, 1828 (lire en ligne) ;
- Charles-Théodore Beauvais et Antoine-Alexandre Barbier, Biographie universelle classique : Dictionnaire historique portatif, vol. 4, C. Gosselin, 1826 (lire en ligne) ;
- François-Xavier Feller, Dictionnaire historique : ou histoire abrégée de hommes qui se sont fait un nom par leur génie, leurs talents, leurs vertus, leurs erreurs or leurs crimes, depuis le commencement du monde jusqu'à nos jours, vol. 5, chez L. Lefort, 1832, 8e éd. (lire en ligne).